# 丽安农·丹尼森
丽安农·丹尼森（英語：Rhiannon Dennison，1993年4月14日—），新西兰女子曲棍球运动员。她曾代表新西兰参加2014年英联邦运动会曲棍球比赛，获得一枚铜牌。她也曾参加2010年夏季青年奥林匹克运动会。